# Assa
Assa é uma cidade e município do sul de Marrocos, capital da província de Assa-Zag, faz parte da região de Guelmim-Es Semara. A área do município é de 46,7 km² e tinha 14.570 habitantes em 2014.

## Localização
A cidade situa-se numa região desértica a norte do Jbel Ouarkziz (795 m), parte da cadeia do Antiatlas,  12 km a norte do leito do uádi Drá, 107 km a sudeste de Guelmim, 163 km a sudeste de Sidi Ifni. É habitada por saaráuis, apesar de não fazer parte do vizinho Saara Ocidental, reclamado e ocupado por Marrocos.

## História
Entre 1912 a 1958 a cidade pertenceu ao protetorado do Sul de Marrocos, do então protetorado Espanhol de Marrocos. Entre 1946 e 1958 foi administrado como parte da África Ocidental Espanhola

## Demografia
O crescimento demográfico da cidade foi a seguinte:
| Cidade: | Habitantes em | Habitantes em | Habitantes em |
| Cidade: | 2014          | 2004          | 1994          |
| ------- | ------------- | ------------- | ------------- |
| Assa    | 14 570        | 11 667        | 8 323         |